# Pero Lopes de Ayala, 1.º Conde de Fuensalida
Pero Lopes de Ayala, "o Surdo" (cognome), primeiro Conde de Fuensalida, nomeado por Henrique IV via cédula real de 20 de Novembro de 1470.
Foi rico-homem, da nobreza) de Castela, alcaide-mor de Toledo e alcaide dos seus Reais Alcazares, senhor de Guadamur, Casarrubios, Arroyomolinos, Pero Nuño, Cedillo e Huecas, comendador de Alhambra e Solana, grande privado e aposentador-mor de João II de Castela, alferes-mor do Pendón de la Banda, com que se achou na Batalha da Veiga de Granada em 1431.
Jaz sepultado com a mulher na capela-mor da Igreja paroquial de São Tomé em Toledo.